# Cortinarius violaceus
Cortinarius violaceus (Carl Linné, 1753 ex Samuel Frederick Gray, 1821) din încrengătura Basidiomycota, în familia Cortinariaceae și de genul Cortinarius, este o ciupercă comestibilă denumite în popor bureți vineți/burete vânăt. Acest burete coabitează, fiind un simbiont micoriza (formează micorize pe rădăcinile arborilor). În România, Basarabia și Bucovina de Nord, se dezvoltă mai ales în păduri umede de foioase, dar de asemenea în cele mixte sub fagi, mesteceni și stejari, crescând preponderent în grupuri mici, din (iulie) august până în noiembrie, fiind o specie frecvent întâlnită.

## Istoric
În 1821, când Samuel Frederick Gray a creat genul Cortinarius, a determinat această ciupercă tip de specie.

## Descriere

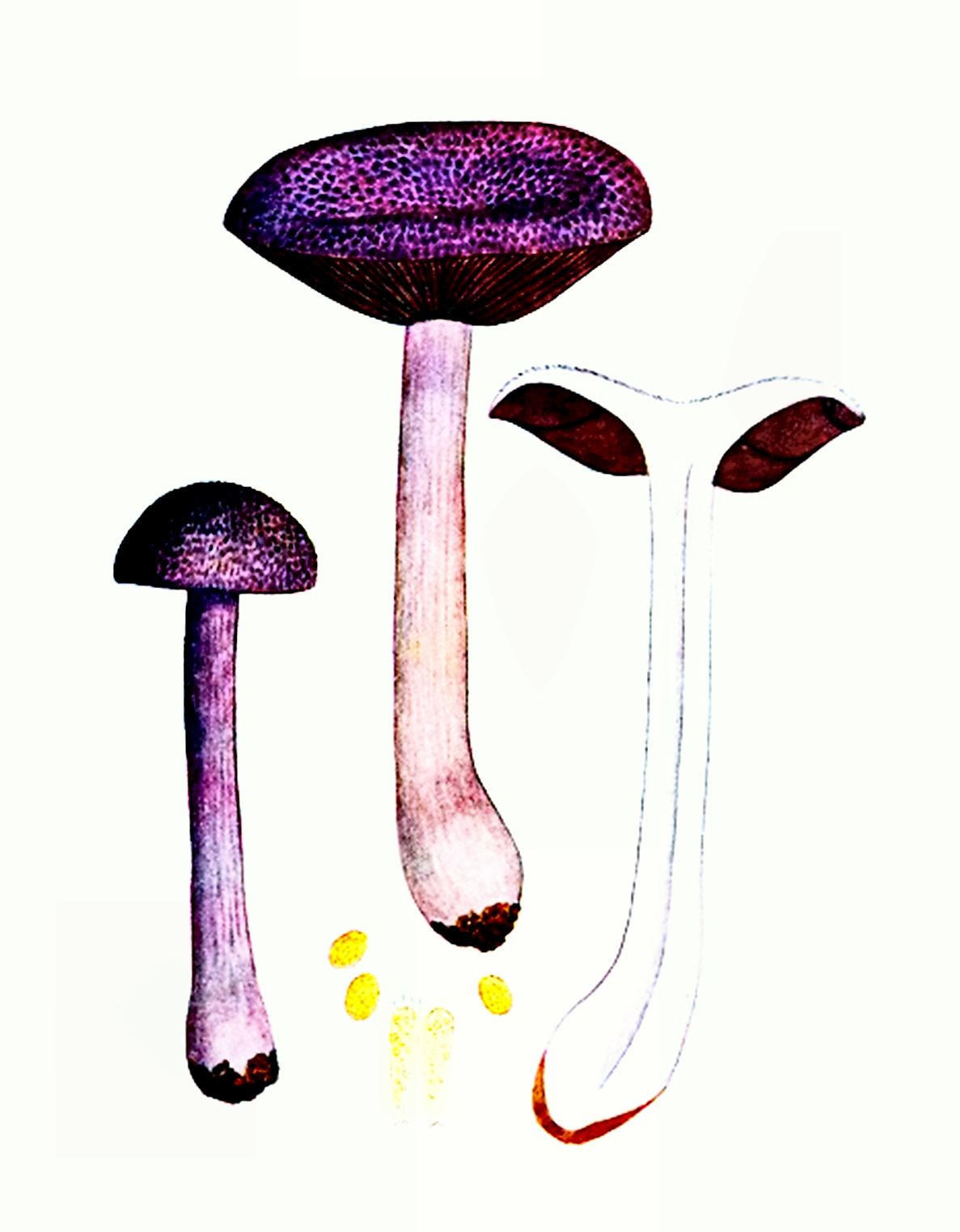
Bres.: C. violaceus

- Pălăria: are un diametru între 6 și 10 (14) cm, este compactă și destul de cărnoasă, la început boltită semisferic cu marginile răsucite înspre interior, devine la maturitate convexă și în sfârșit întinsă, purtând în tinerețe fragmente ale vălului parțial în formă de o cortină liliacee, formată din fibre foarte fine ca păienjeniș între marginea pălăriei și picior. Cuticula este netedă, catifelată, solzos-fibroasă și uscată, dar la umezeală unsuroasă. Culoarea ei este de un violet închis care schimbă adesea la bătrânețe în brun sau brun-roșcat.
- Lamelele: sunt destul  de depărtate, late, ușor bombate și înalte, cu lamele intercalate precum aderate la picior, fiind învăluite la început de sus menționata cortină. Coloritul este în tinerețe de un caracteristic violet închis, devenind apoi ruginiu până brun ca scorțișoara.
- Piciorul: are o lungime de 7 până la 15 (20) cm și o lățime 1,5 până la 2,5 cm, este foarte tare, gros și bulbos în tinerețe, apoi cilindric și subțiat, fibros și șerpuit, spongios, gol în interior, cu o bază bulboasă, acoperită cu un fetru alb. Coloritul este inițial violet închis, cu tonuri maronii-negricioși în vârstă.
- Carnea: este de culoare brun-violetă, moale, cu un miros slab de cedru sau cutie de țigări, gustul fiind blând, dar ceva mucegăit.
- Caracteristici microscopice: are spori elipsoidali și fin verucoși la margine, de culoare ruginie cu o mărime de 10-17 x 7-9 microni. Pulberea lor este de asemenea ruginie.[3][4]

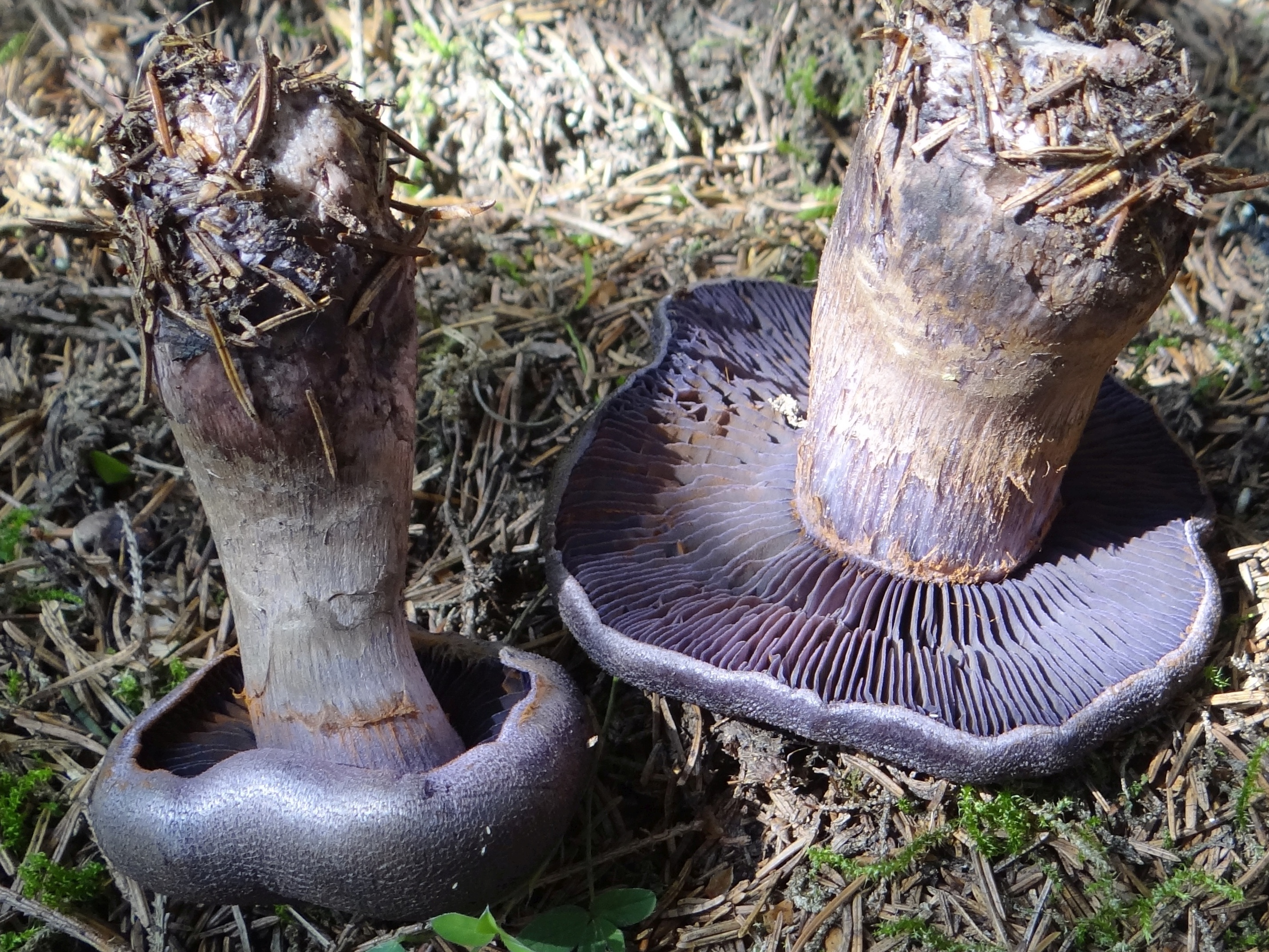
C. violaceus: lamele, burete tânăr
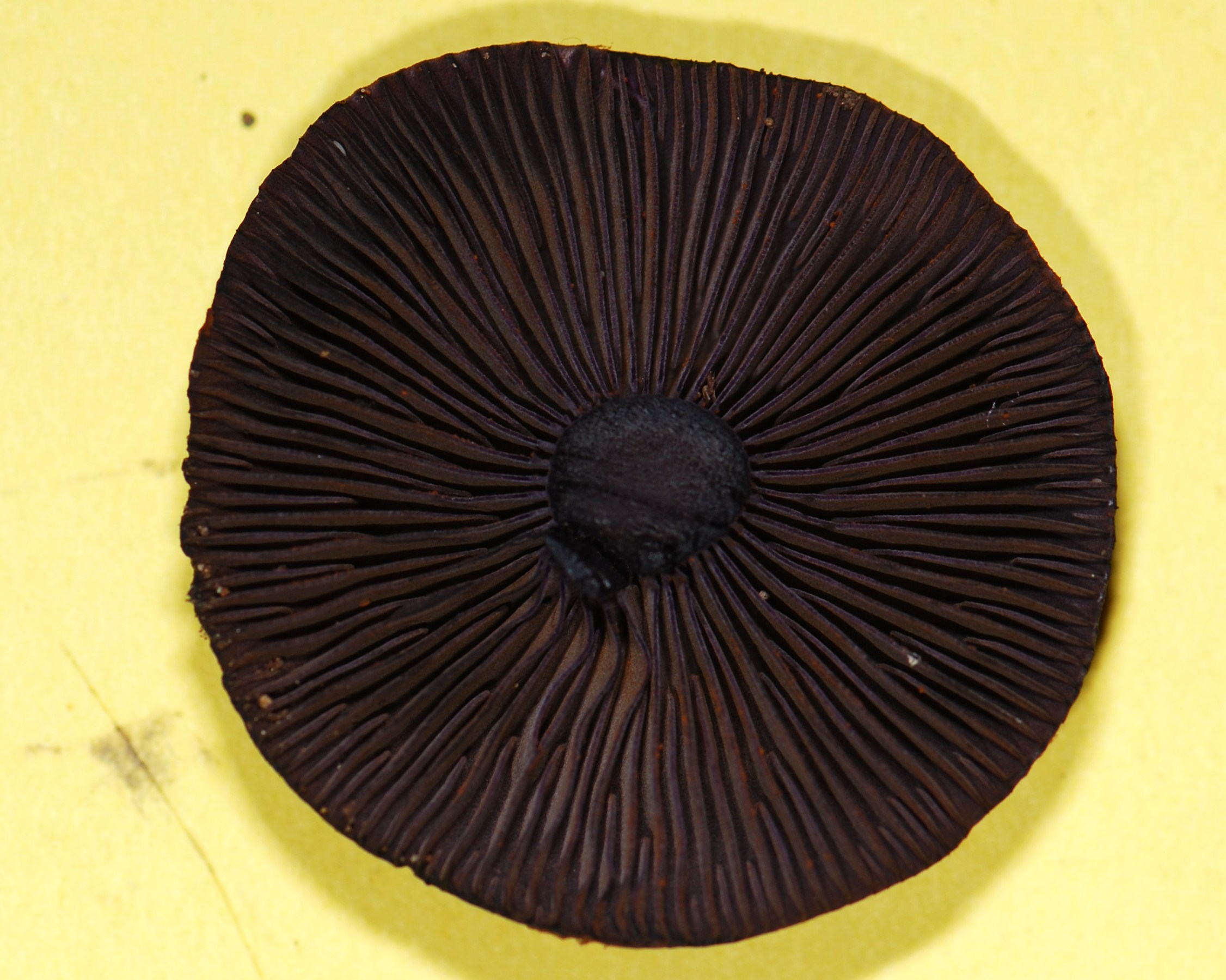
C. violaceus: lamele, burete bătrân
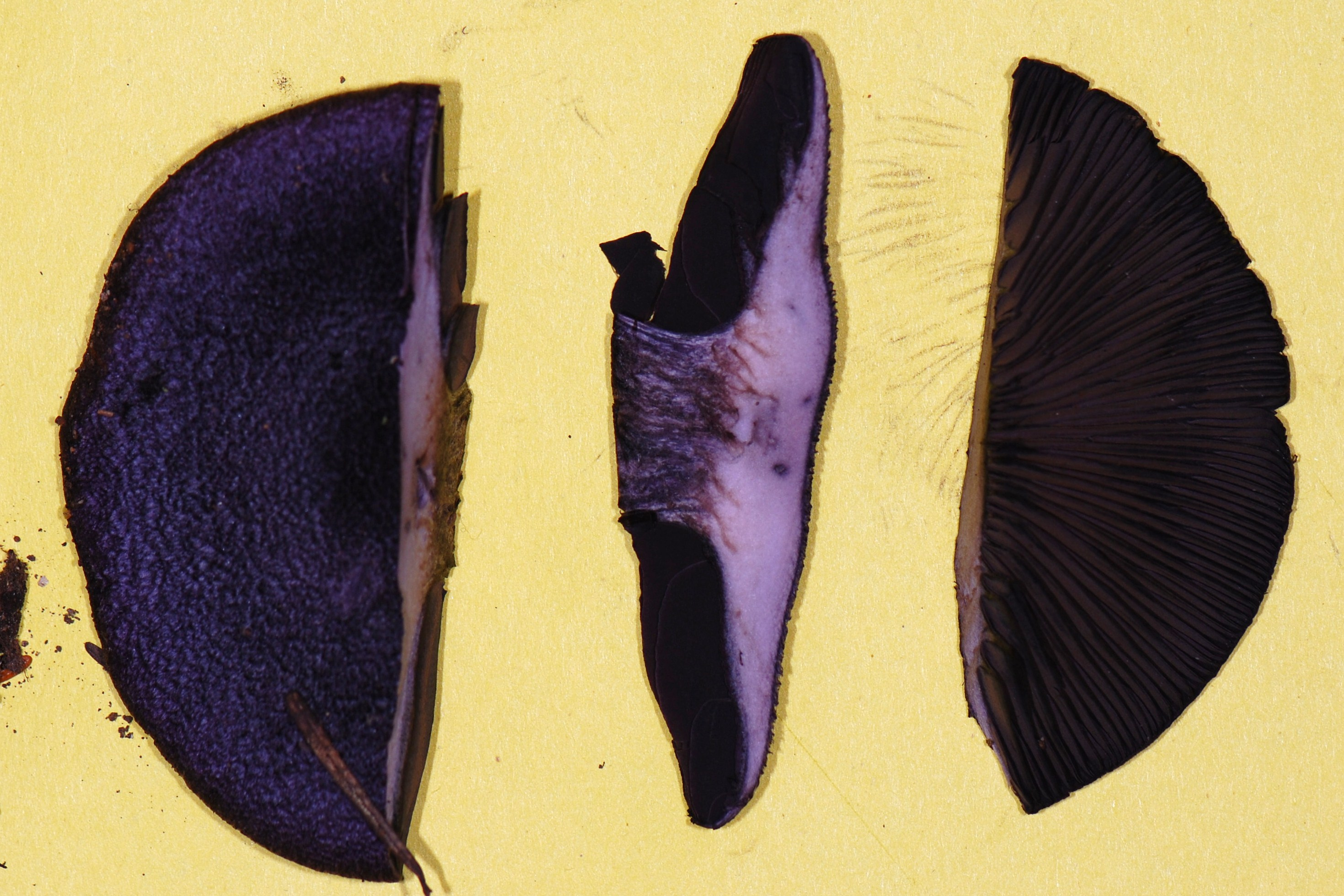
C. violaceus, secțiune
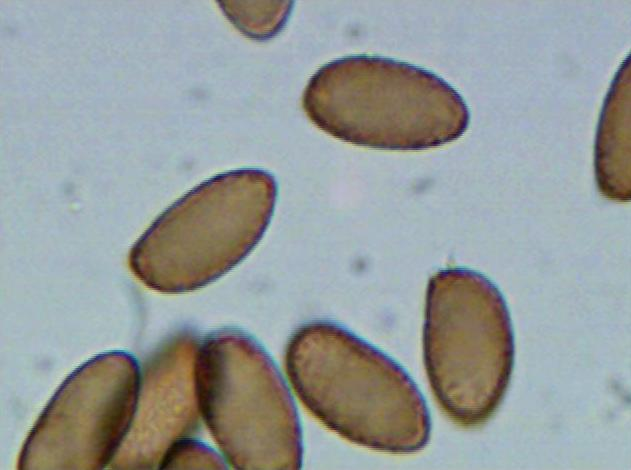
C. violaceus, spori
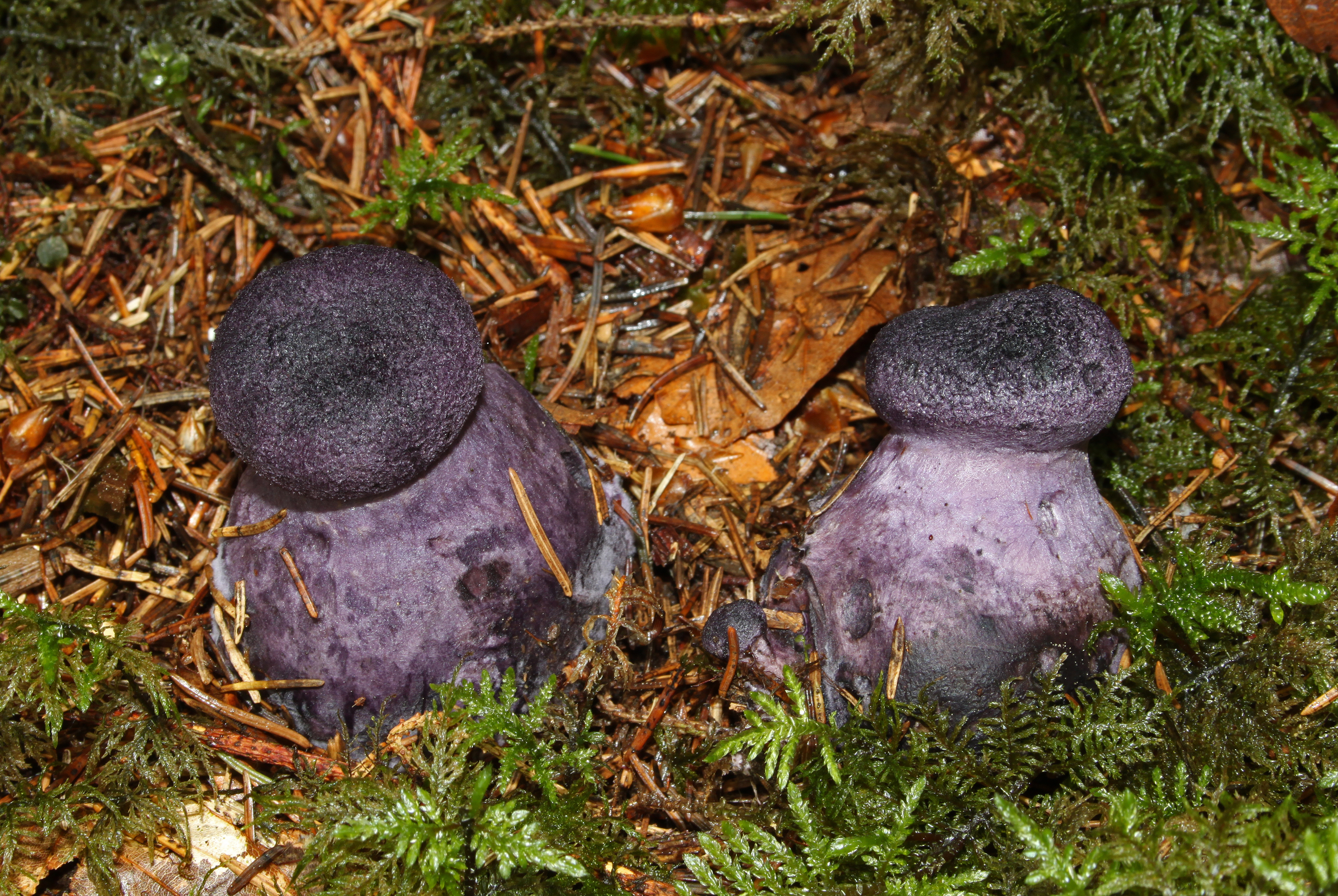
C. violaceus tineri
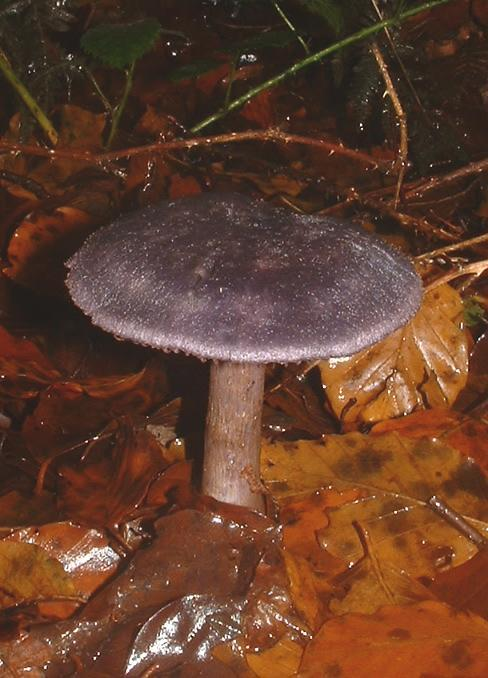
C. violaceus matur
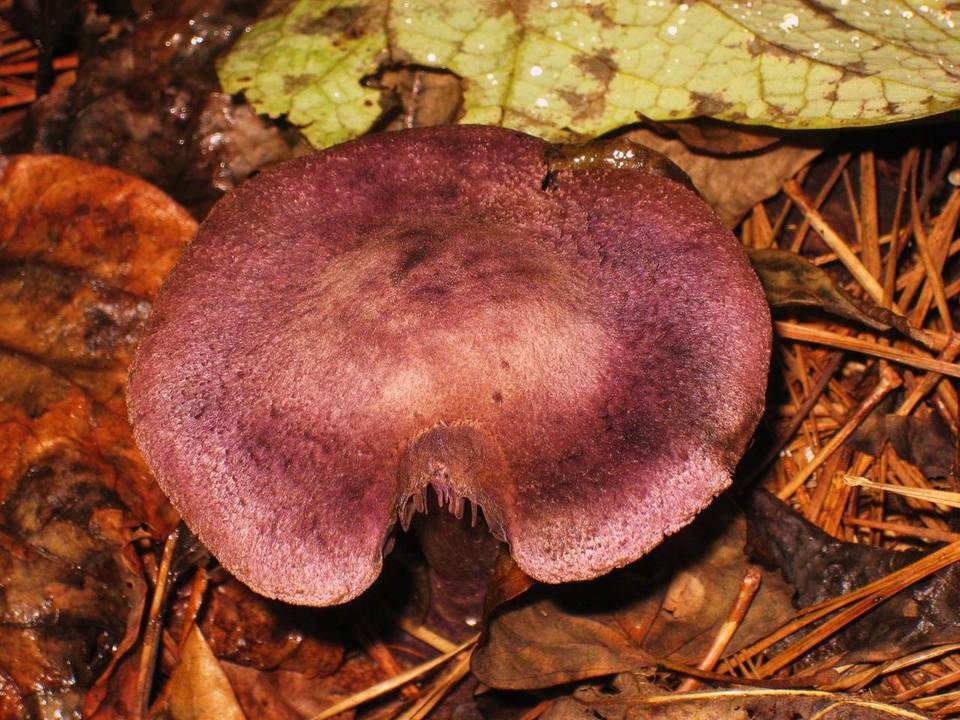
C. violaceus bătrân, brun roșcat

## Confuzii
Această ciupercă poate fi confundată în primul rând cu reflecția ei din pădurile de conifere, specia Cortinarius hercynicus  care pentru unii micologi este numai o variație a lui Cortinarius violaceus, pentru alții un soi propriu. Alte confuzii sunt posibile cu: Cortinarius alboviolaceus (necomestibil), în tinerețe cu lamele gri-violete, miros și gust de cartofi cruzi), Cortinarius balteatus (tânăr comestibil),  Cortinarius caerulescens (necomestibil), Cortinarius camphoratus (necomestibil), Cortinarius cyanites (necomestibil, în tinerețe cu lamele albastru-violete, la bătrânețe brun-violete, miros dulcișor și gust amar), Cortinarius glaucopus (comestibil), Cortinarius iodes (comestibil, cu cuticulă mucoasă, în tinerețe cu lamele violete, carnea fiind albă, miros și gust neostentativ), Cortinarius purpurascens (comestibil), Cortinarius salor (comestibil, cu cuticulă mucoasă, în tinerețe cu lamele violete, carnea fiind albicioasă până gri-brună cu nuanțe de albastru, miros și gust neostentativ), Cortinarius traganus (otrăvitor), sau forme mai mari ale Laccaria amethystina (comestibilă), respectiv cu Entoloma bloxamii (comestibil), sau Lepista nuda (comestibilă, cu cuticulă brun-violetă, picior violet-cenușiu, carne roz-violacee; miros parfumat ca de viorele și gust plăcut).

## Specii asemănătoare

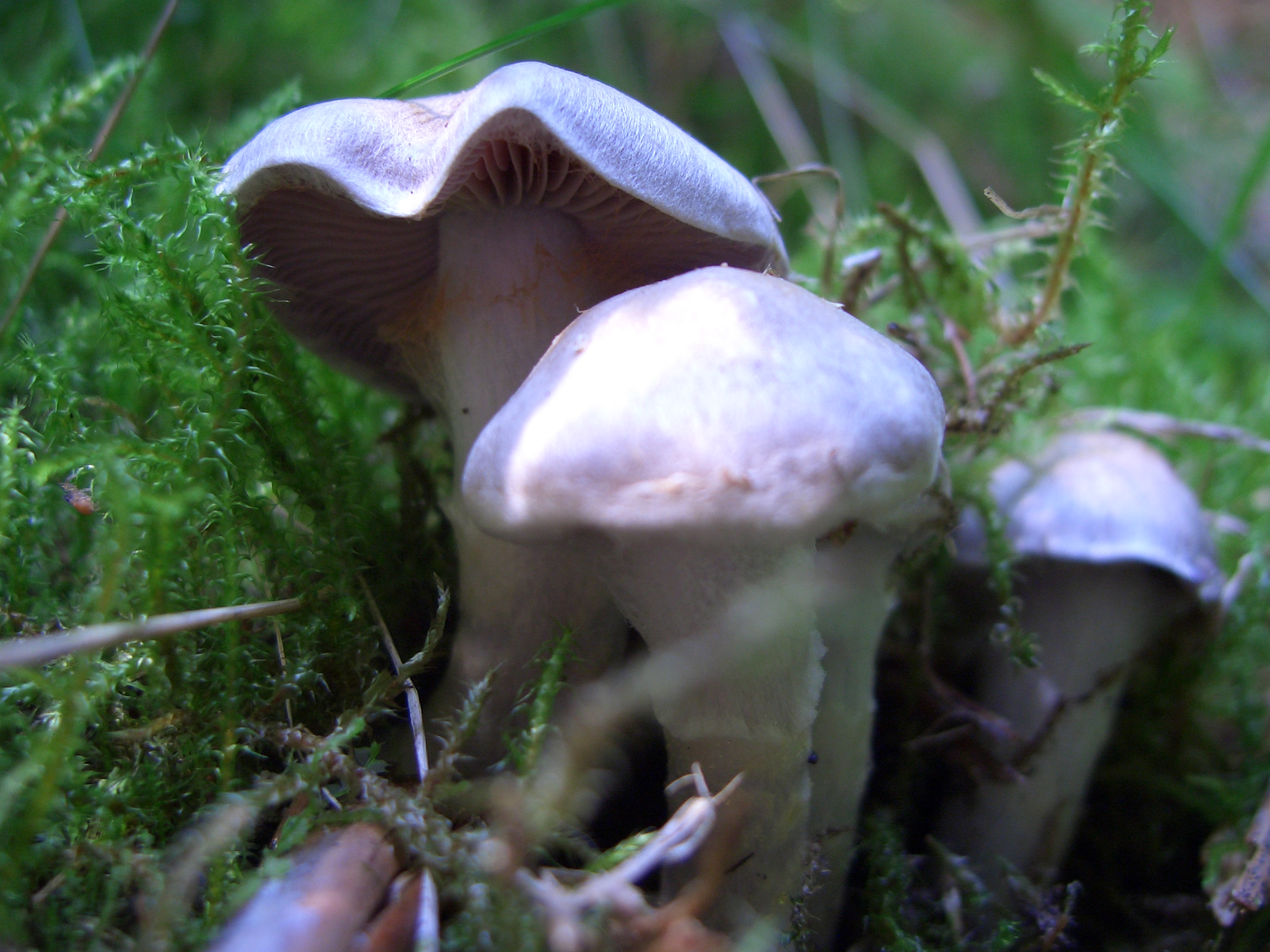
!Cortinarius-alboviolaceus!
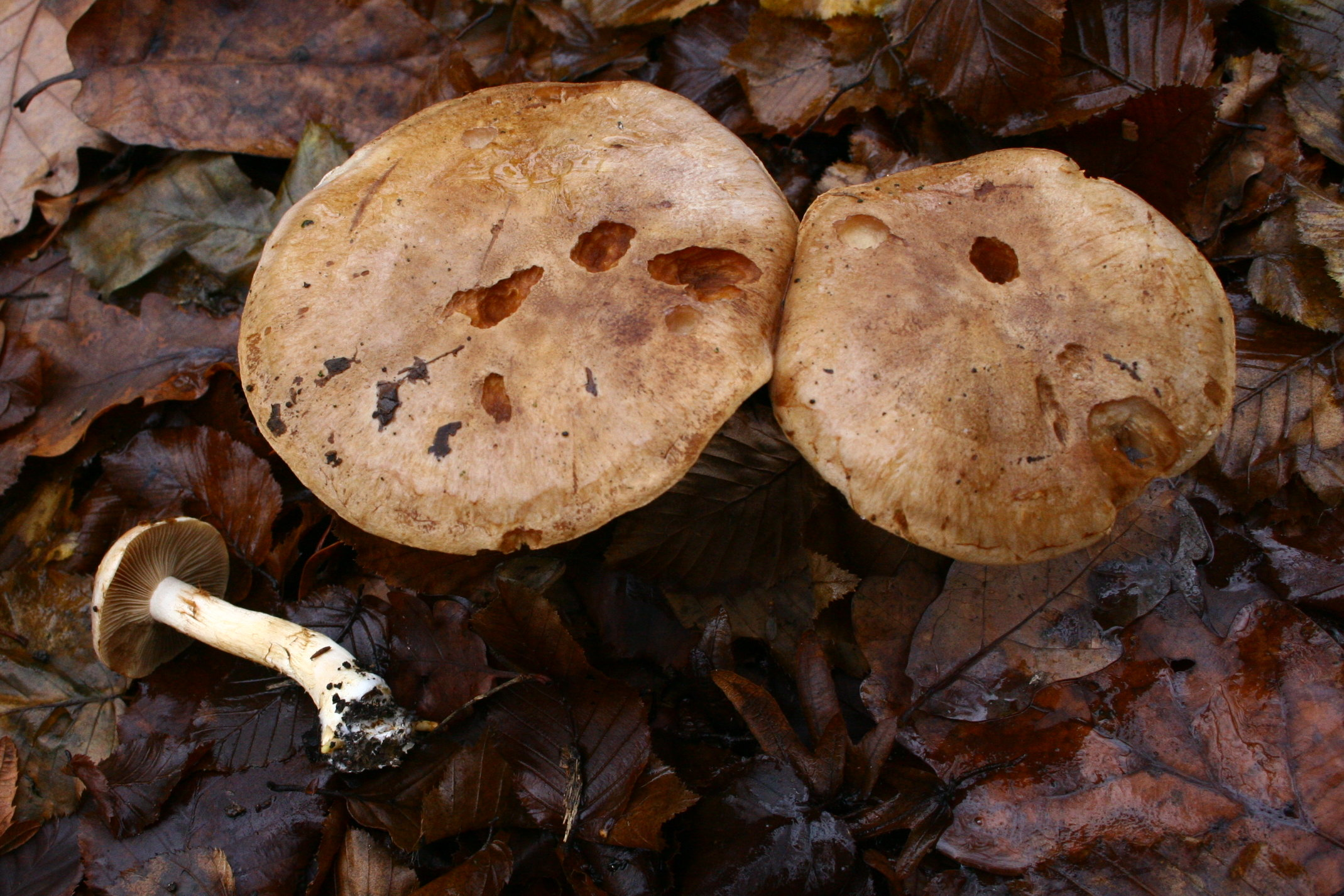
Cortinarius balteatus
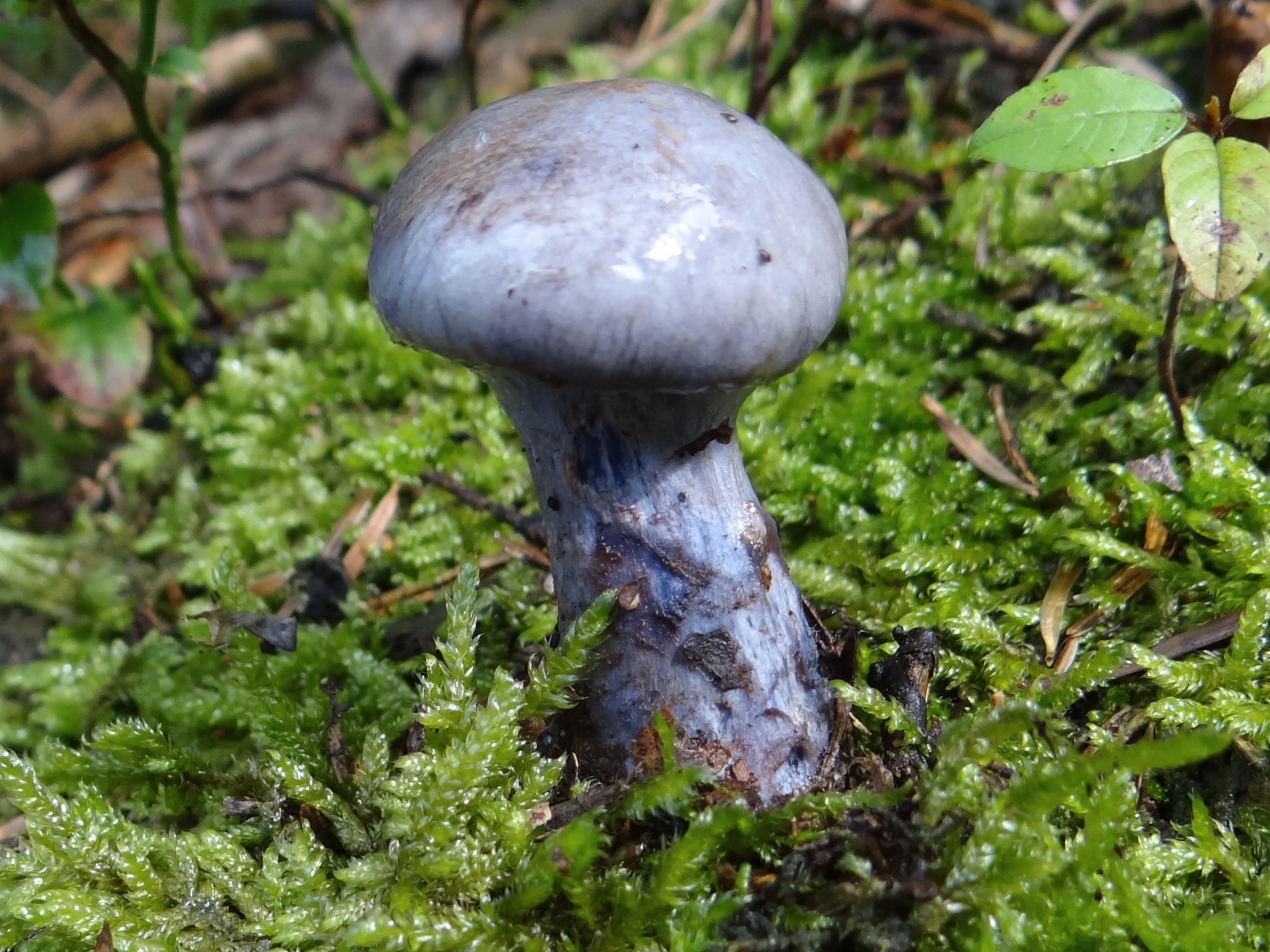
!Cortinarius caerulescens!
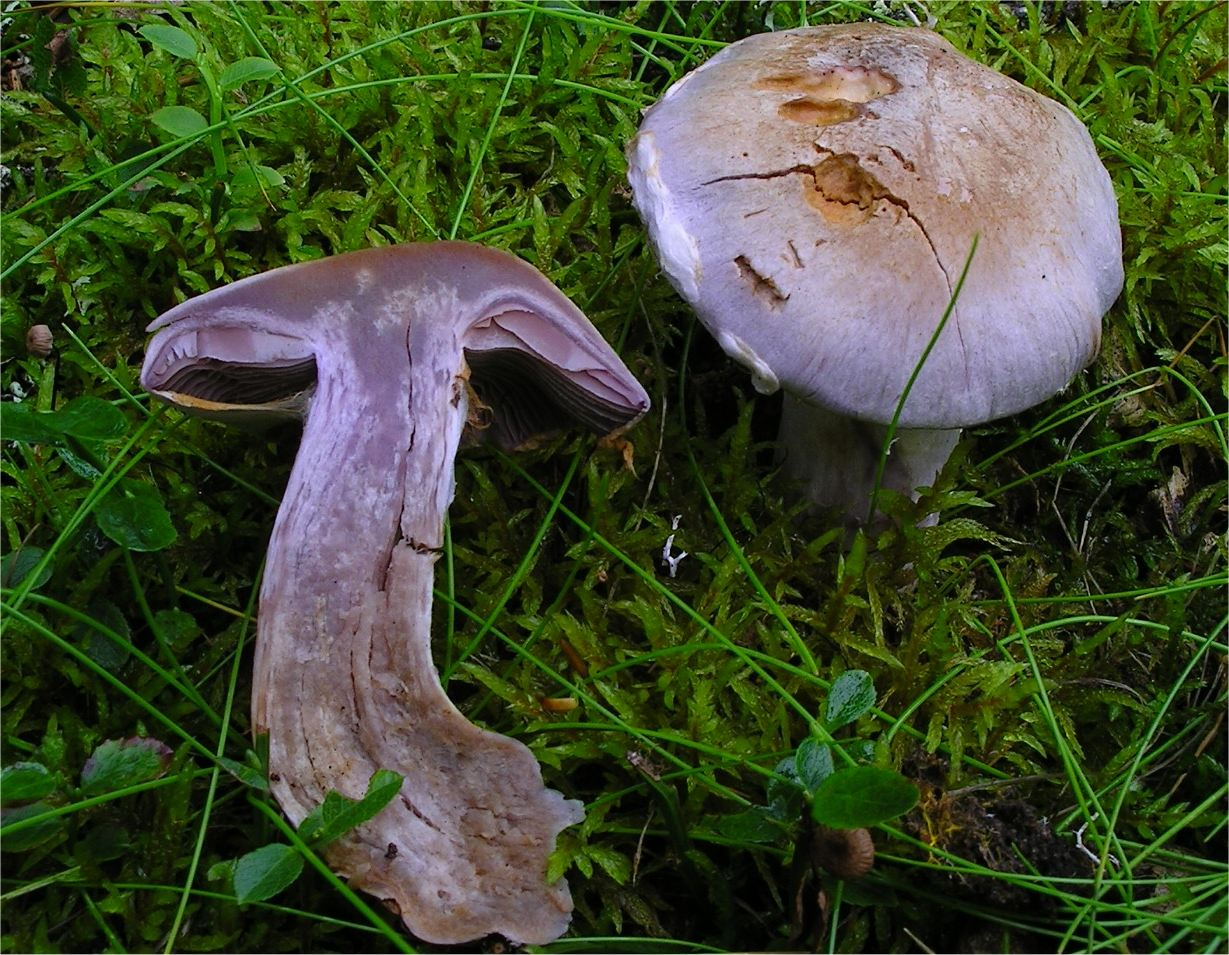
!Cortinarius camphoratus!
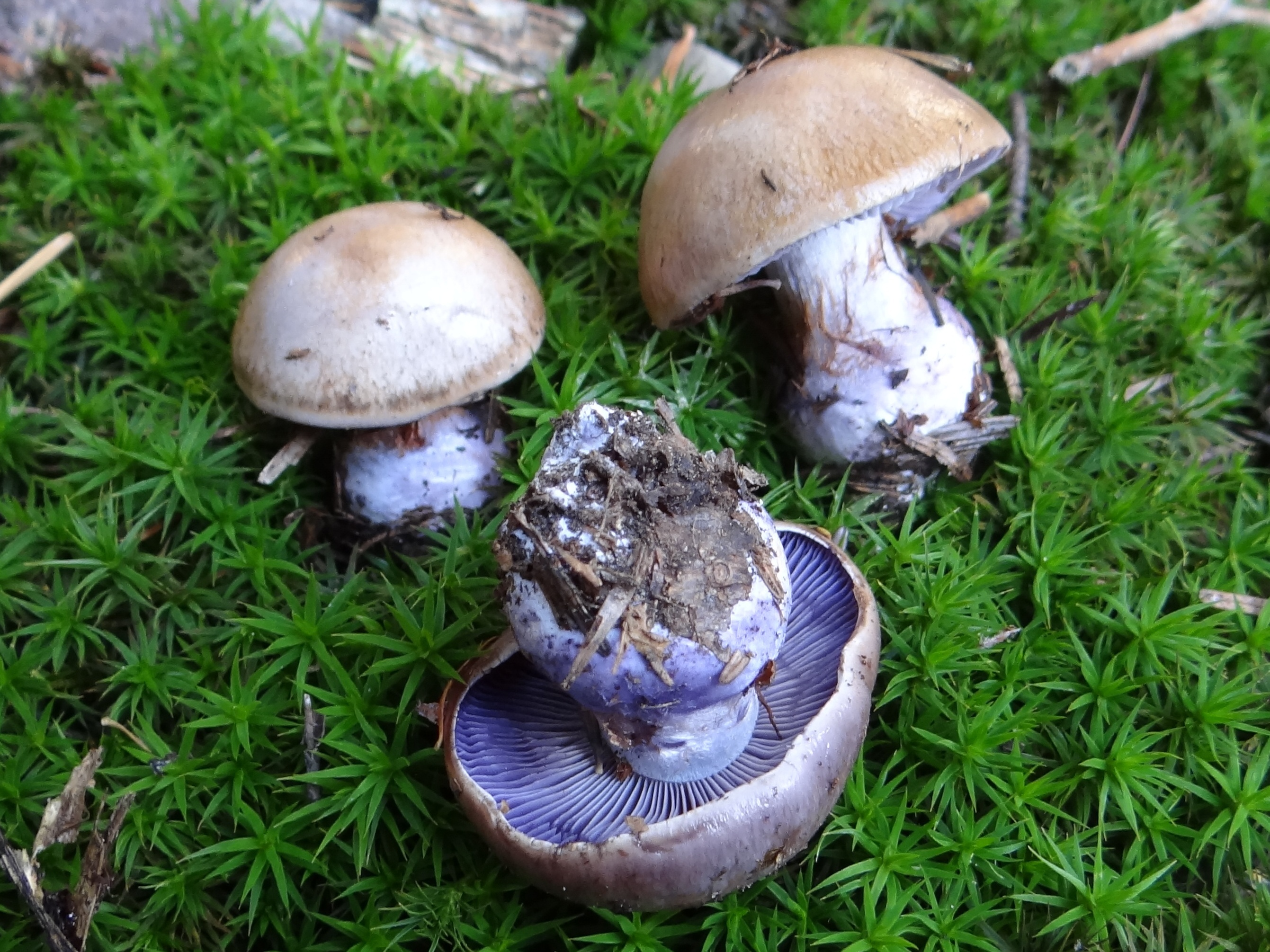
!Cortinarius cyanites!
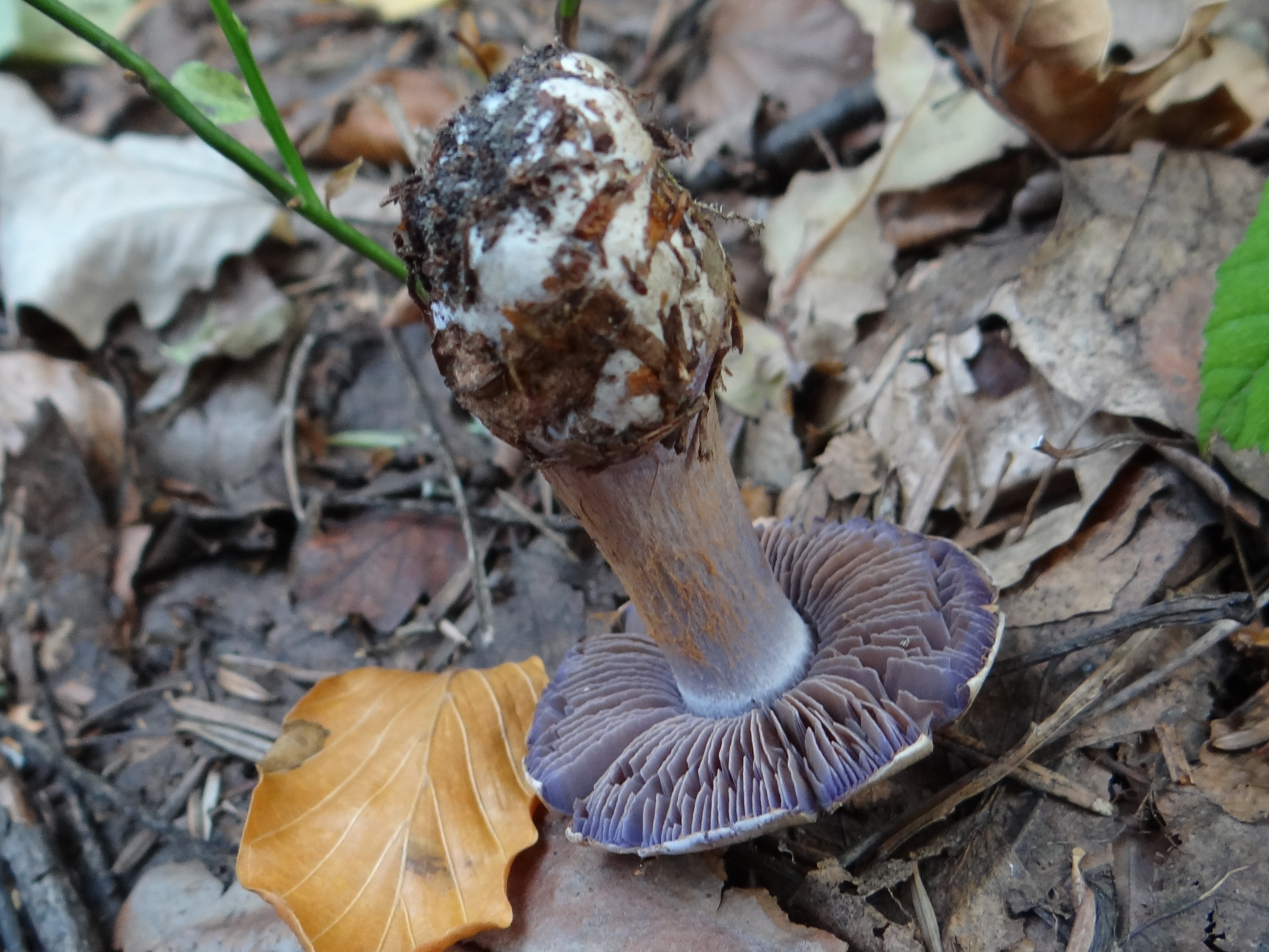
Cortinarius glaucopus
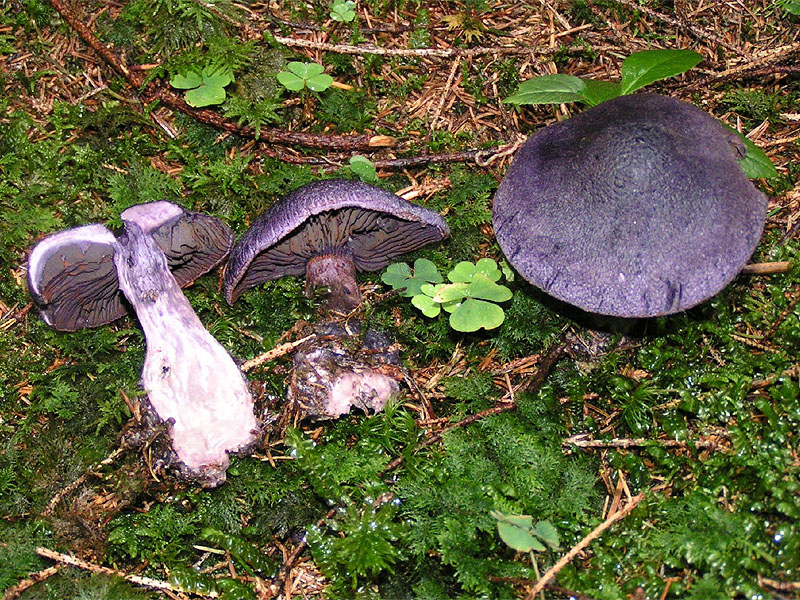
Cortinarius hercynicus
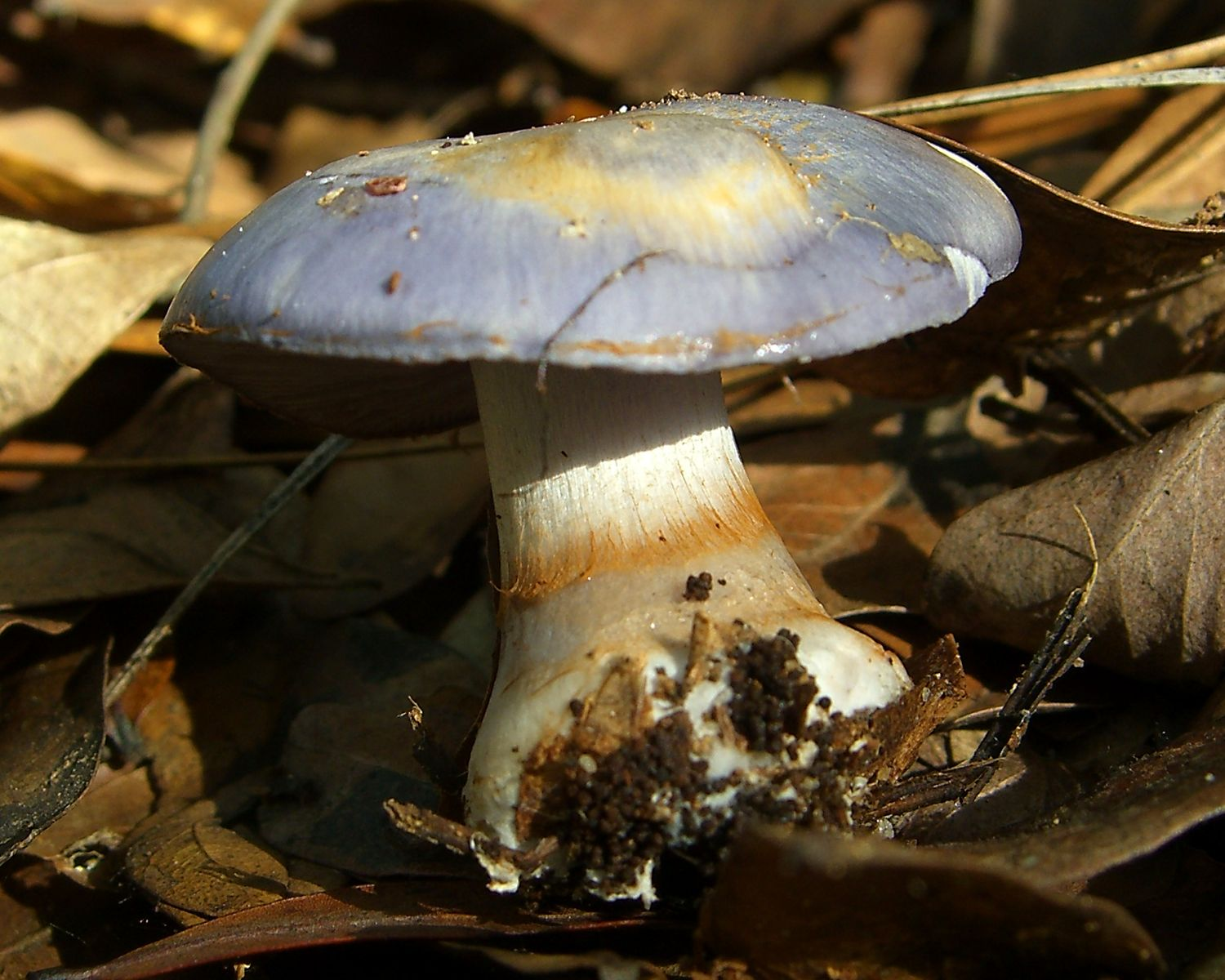
Cortinarius iodes

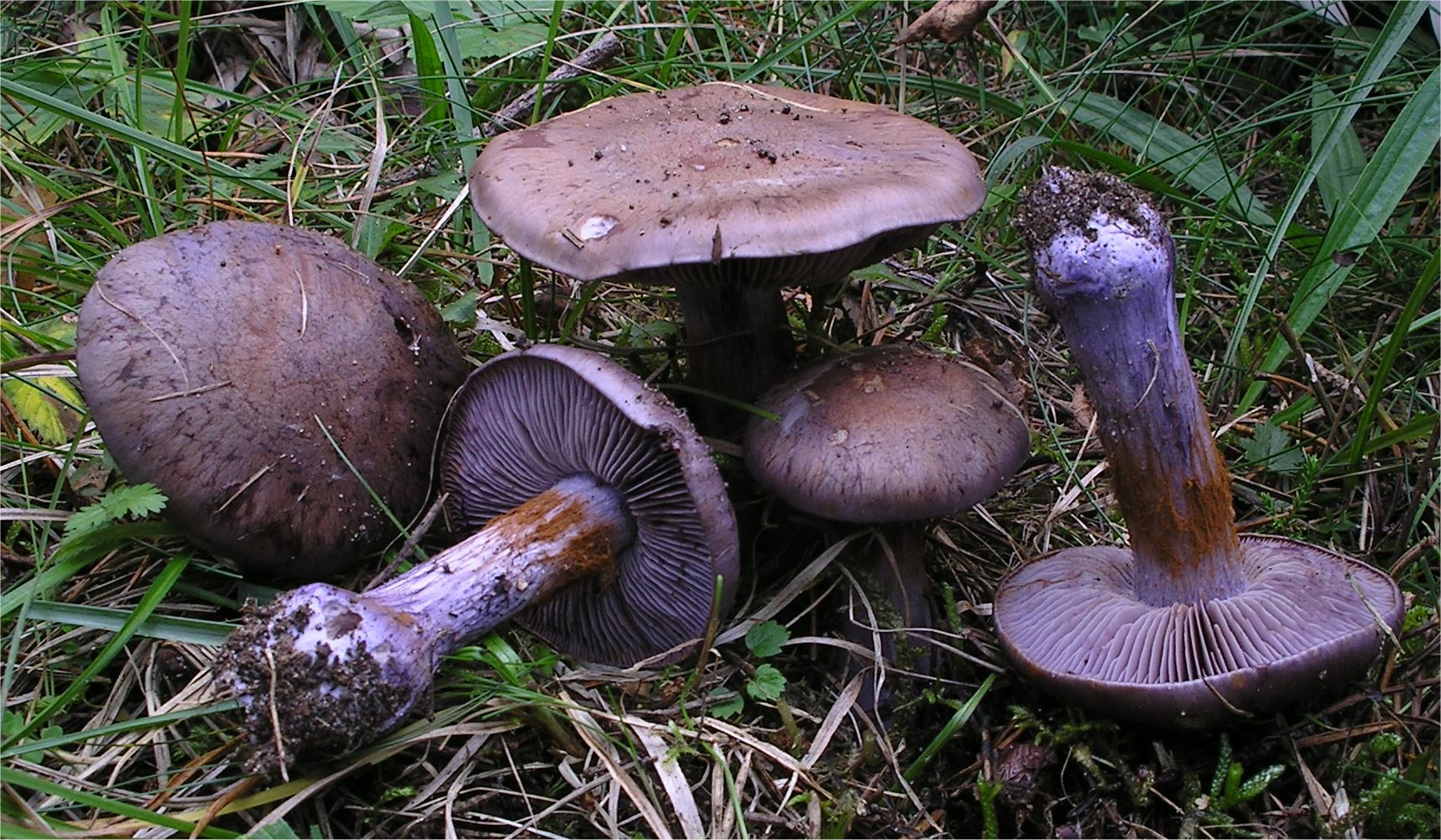
Cortinarius purpurascens
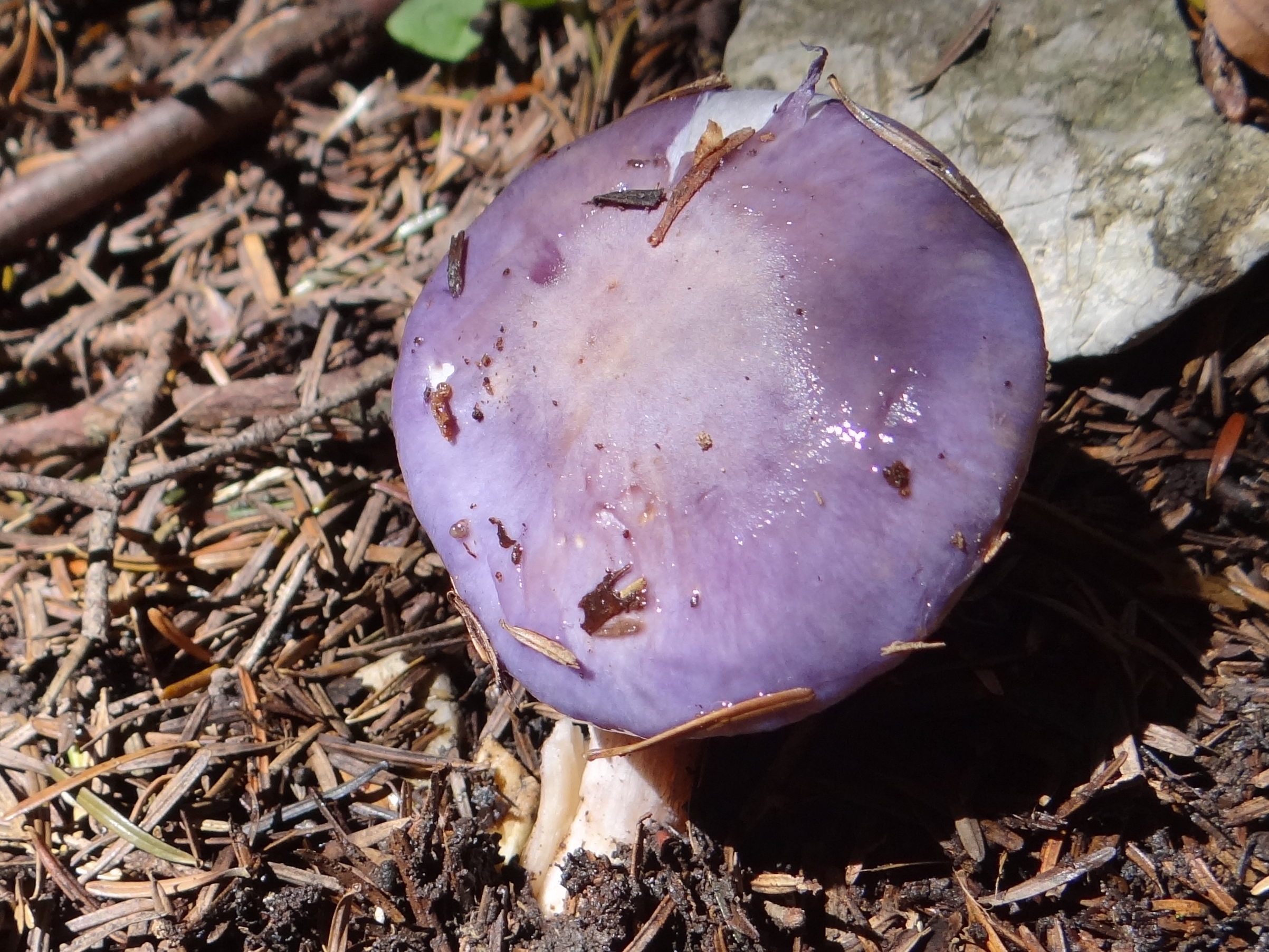
Cortinarius salor
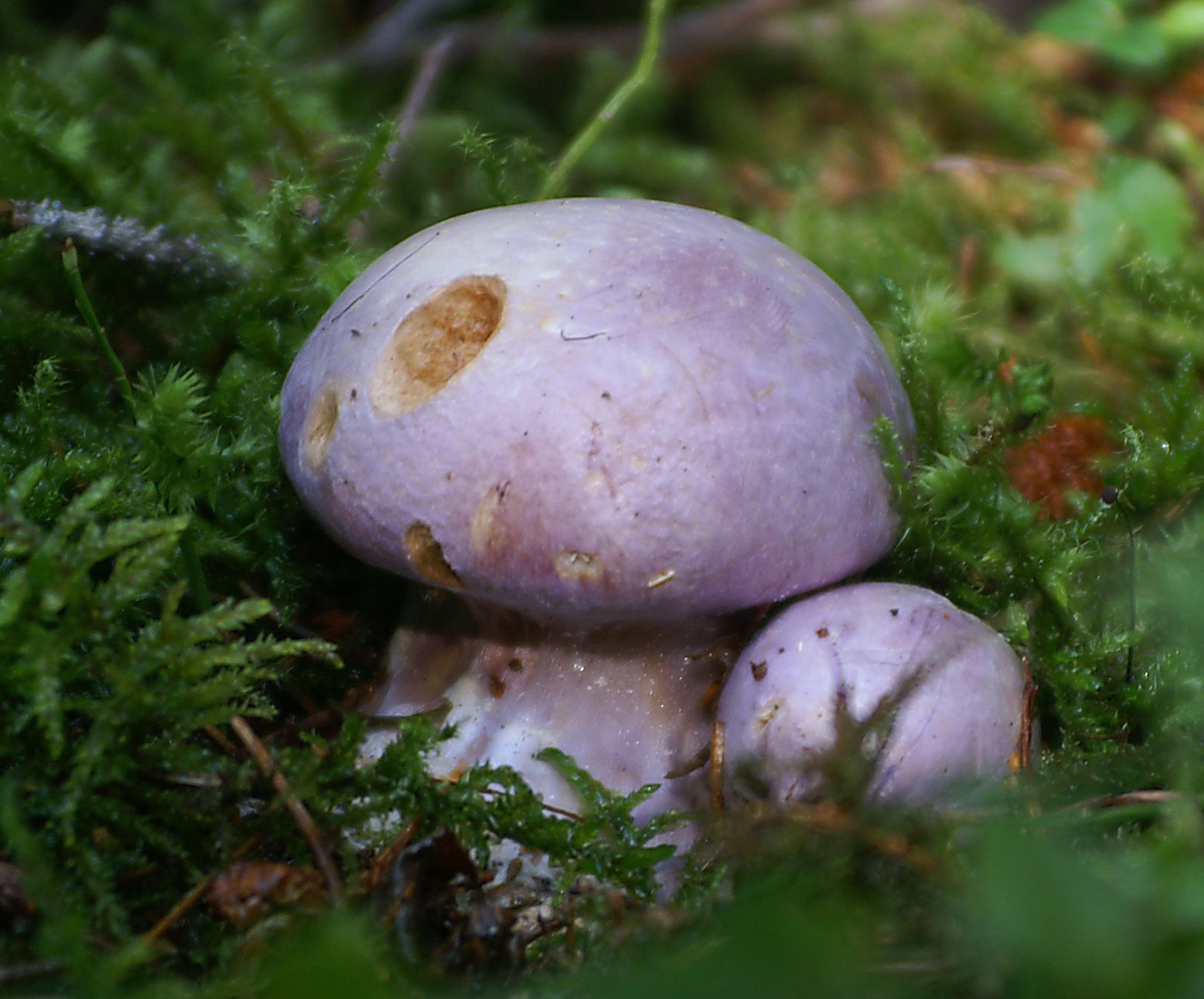
!!Cortinarius traganus!!
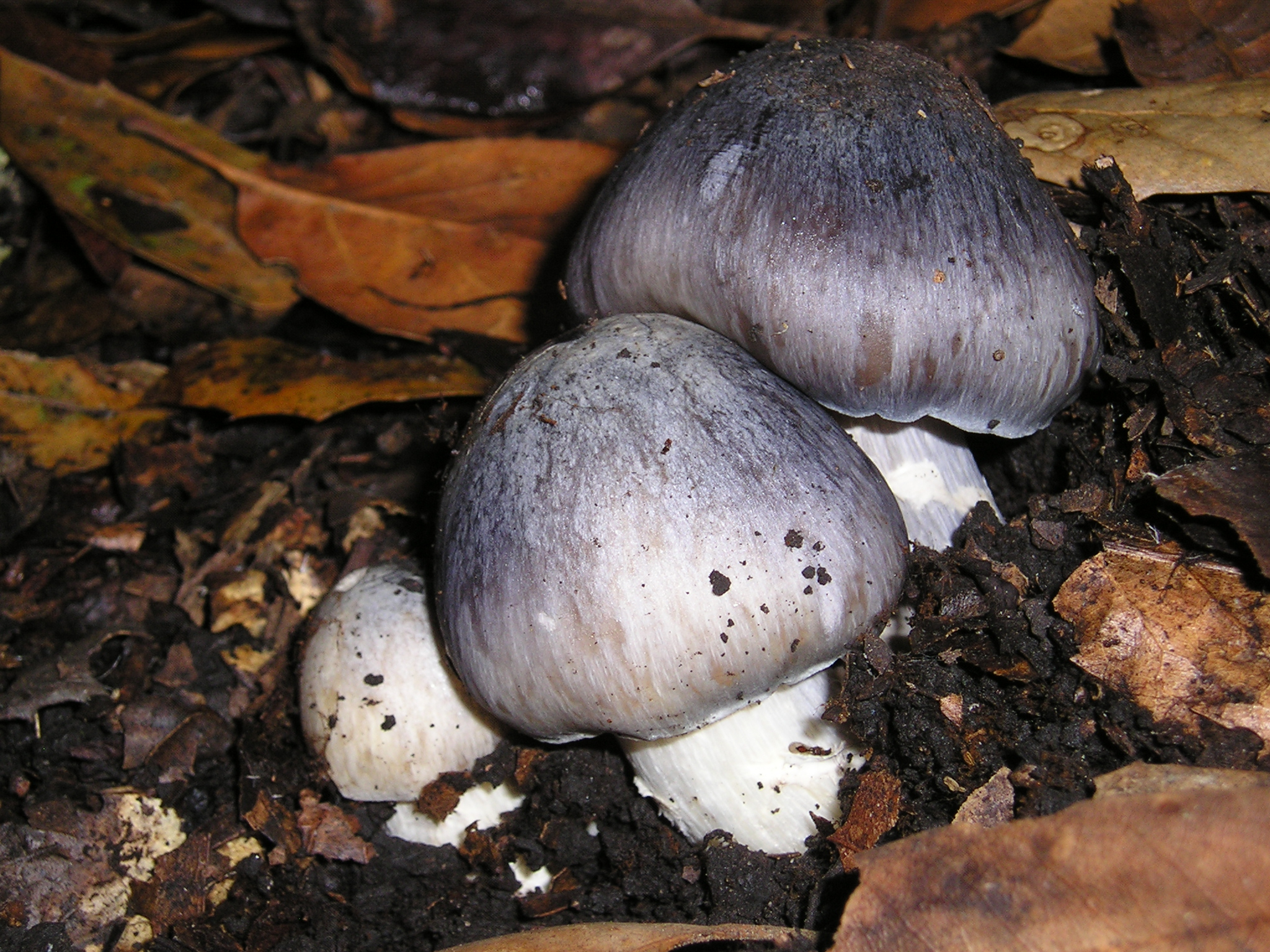
Entoloma bloxamii
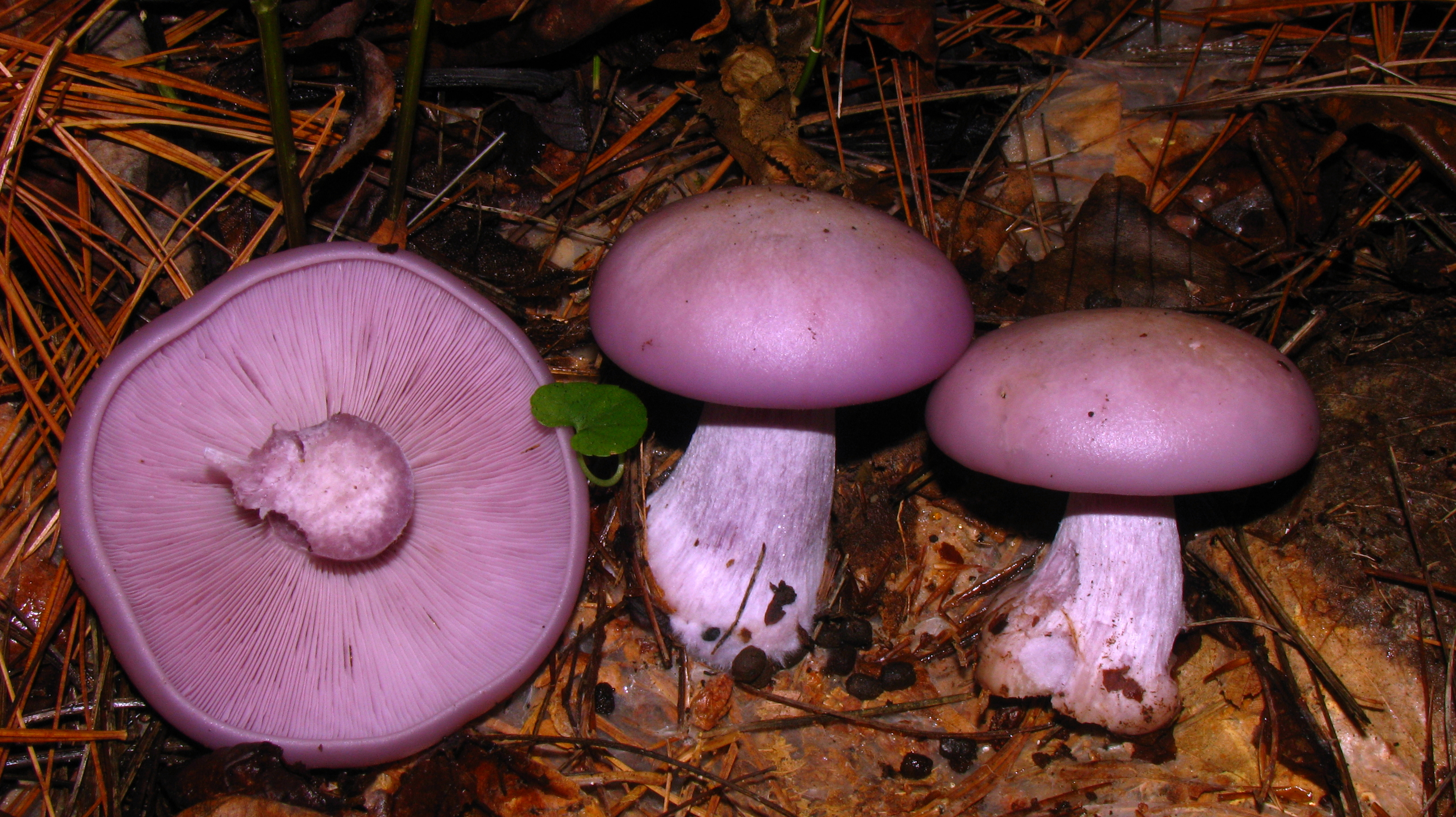
Lepista nuda
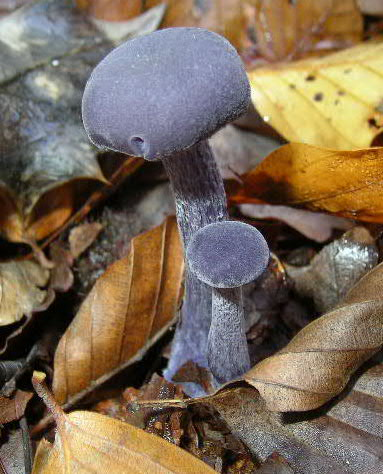
Laccaria amethystea

## Valorificare
Din cauza gustului și mirosului bureții vineți nu se potrivesc bine pregătiți singuri, dar pot fi adăugați la mâncăruri cu alte ciuperci. De asemenea conservarea în oțet este posibilă.